# حمزة توبة
حمزة توبة (بالألمانية: Hamza Touba)‏ (مواليد 6 نوفمبر 1991) هو ملاكم ألماني، مثّل بلاده في الألعاب الأولمبية الصيفية 2016.

## روابط خارجية
حمزة توبة على موقع بوكس ريك (الإنجليزية) (registration required)
- حمزة توبة على موقع اللجنة الأولمبية الدولية (الإنجليزية)
- حمزة توبة على موقع أوليمبيديا (الإنجليزية)
- حمزة توبة على موقع اللجنة الأولمبية الألمانية (الألمانية)